# Silver (Cliff Richard-album)
 A Silver című album Cliff Richard brit popénekes stúdióalbuma, amely 1983-ban jelent meg, az énekes pályafutásának 25. évében.
Az album olyan nagy sikerű dalokat tartalmaz, mint a Never Say Die (Give a Little Bit More), a Please Don't Fall In Love és a dupla A-oldalas Baby You're Dynamite/Ocean Deep. A The Golden Days are Over című dalt a Bucks Fizz nevű banda rögzítette és egy évvel később kislemez formában jelent meg.
Az albumot 2002-ben CD-formátumban újra kiadták extra dalokkal.

## Dalok listája
A-oldal
| #  | Cím                                    | Szövegíró                  | Hossz |
| -- | -------------------------------------- | -------------------------- | ----- |
| 1. | Silver's Home Tonight                  | Craig Pruess               | 3:34  |
| 2. | Hold On                                | Terry Britten, Sue Shifrin | 3:18  |
| 3. | Never Say Die (Give a Little Bit More) | Terry Britten, Sue Shifrin | 3:42  |
| 4. | Front Page                             | Elton John                 | 3:15  |
| 5. | Ocean Deep                             | Jon Sweet, Rod Trott       | 5:18  |

B-oldal
| #  | Cím                       | Szövegíró                    | Hossz |
| -- | ------------------------- | ---------------------------- | ----- |
| 1. | Locked Inside Your Prison | Bobby Heatlie                | 3:29  |
| 2. | Please Don't Fall in Love | Mike Batt                    | 3:13  |
| 3. | Baby You're Dynamite      | Guy Fletcher, Doug Flett     | 3:57  |
| 4. | The Golden Days are Over  | Terry Britten, Sue Shifrin   | 4:17  |
| 5. | Love Stealer              | Richard Myhill, Phil Wainman | 3:38  |

A CD bónusz dalai:
1. Too Close to Heaven (4:15)
2. Lucille (3:39)

## Helyezések
| Slágerlista                      | Legmagasabb helyezés |
| -------------------------------- | -------------------- |
| Egyesült Királyság album listája | 7                    |
| Új-Zéland kislemez listája       | 47                   |

## Közreműködők (digitális változaton)
- Cliff Richard – producer
- Mike Batt – billentyűs hangszerek, háttérvokál, producer
- Brian Bennett – dobok
- Michael Boddicker – billentyűs hangszerek
- Terry Britten – gitár, háttérvokál, producer
- Stuart Calver – háttérvokál
- Tony Carr – ütősök
- Steve Churchyard – hangmérnök
- John Clark – gitár
- Mel Collins – szaxofon
- Dave Cooke – gitár
- Ray Cooper – ütősök
- Martin Drover – trombita
- Guy Fletcher – billentyűs hangszerek, háttérvokál
- Martyn Ford (Conductor),
- Mark Griffiths – basszusgitár
- John Hudson – hangmérnök
- Graham Jarvis – dobok
- Nigel Jenkins – gitár
- Martin Jenner – gitár
- Alan Jones – basszusgitár
- Frank McDonald – basszusgitár
- Alan Park – billentyűs hangszerek
- Alan Parker – gitár
- Craig Pruess – szintetizátor, billentyűs hangszerek, producer
- Tony Rivers – háttérvokál
- Peter Vince – gitár, hangmérnök
- Bruce Welch – producer
- Ron Asprey – szaxofon
- Keith Bessey – hangmérnök, (Mixing)
- Nigel Goodall (Liner Note Translation)
- Peter Lewry (Liner Notes)